# Homer Thornberry

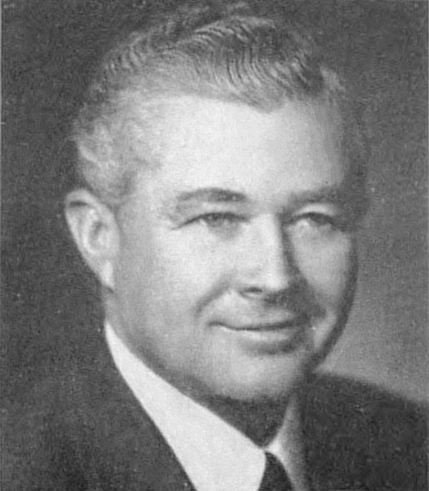
Homer Thornberry (1961)

William Homer Thornberry (* 9. Januar 1909 in Austin, Texas; † 12. Dezember 1995 ebenda) war ein US-amerikanischer Jurist und Politiker. Er vertrat den Bundesstaat Texas als Abgeordneter im US-Repräsentantenhaus. Später wurde er Bundesrichter.

## Werdegang
Homer Thornberrys Eltern waren Lehrer an einer Schule für Gehörlose, wobei sie selbst gehörlos waren. Er besuchte die öffentliche Schule in Austin und graduierte 1927 an der Austin High School. 1932 erhielt er den Bachelor of Business Administration und 1936 sein Juradiplom von der University of Texas at Austin. Thornberry war Abgeordneter im Repräsentantenhaus von Texas, Staatsanwalt im Travis County, während des Zweiten Weltkrieges Kapitänleutnant (Lieutenant Commander) in der United States Navy und Mitglied des Stadtrates von Austin.
1948 wurde er als demokratischer Vertreter des zehnten Kongresswahlbezirks von Texas in den 81. Kongress gewählt. Er war vom 3. Januar 1955 bis zu seinem Rücktritt 1963 Mitglied des Committee on Rules. In seiner Amtszeit im Kongress verweigerte er die Unterzeichnung des Southern Manifesto, das sich gegen die Rassenintegration an öffentlichen Einrichtungen aussprach. Er wurde durch Präsident John F. Kennedy als Nachfolger von R. Ewing Thomason in das Amt eines Bundesbezirksrichters für den westlichen Teil von Texas berufen. Danach bestimmte und bevollmächtigte ihn Präsident Lyndon B. Johnson 1965 zum Richter am Bundesberufungsgericht für den fünften Gerichtskreis, wo er an vielen Bürgerrechtsurteilen der 1960er und 1970er beteiligt war.
Thornberry wurde für Abe Fortas’ Sitz am Supreme Court durch Lyndon B. Johnson nominiert, als Johnson Fortas zum Nachfolger von Earl Warren als Oberrichter (Chief Justice) berief. Allerdings zog Fortas seine Nominierung im Oktober 1968 zurück, so dass Thornberrys Nominierung fraglich wurde und dann schließlich durch das Weiße Haus zurückgenommen wurde.
Homer Thornberry verstarb am 12. Dezember 1995 bei sich zu Hause und wurde zwei Tage später auf dem Texas State Cemetery beigesetzt.